# Casa de Espiões
Casa de Espiões (House of Spies, em inglês no original) é um romance de espionagem de Daniel Silva publicado pela primeira vez em 2017 sendo o décimo sétimo em que intervém o agente dos serviços secretos israelitas Gabriel Allon.
Após ter sido lançado, House of Spies atingiu o primeiro lugar na lista de mais vendidos do New York Times em 30 de julho de 2017.

## Resumo
Quatro meses após um terrível ataque terrorista em solo americano (episódio este fictício relatado no anterior thriller de Daniel Silva, A Viúva Negra), supostamente o maior acontecido após o 11 de setembro, os terroristas de ideologia islâmica atacam de novo desta feita no West End de Londres deixando uma esteira de morte. Este atentado (também produto da imaginação do Autor) é um exemplo de planificação levado a cabo em perfeito segredo, mas com uma falha. Esta ponta solta irá levar Gabriel Allon ao sul de França para eliminar o terrorista mais perigoso do mundo, o fugidio cérebro do ISIS conhecido como Saladino.:Contracapa
A pista conduz Gabriel Allon e os seus parceiros primeiro ao sul de França e ao ambiente luxuoso de um dos homens mais ricos deste país, Jean-Luc Martel, e da sua companheira, Olivia Watson. A bela Olivia, ex-modelo britânica, finge não conhecer a verdadeira fonte da enorme riqueza de Martel. E Martel, de igual forma, esconde ao mundo que negoceia com um homem que tem como objetivo a própria destruição do Ocidente. Juntos, sob o comando hábil do determinado Allon, tornar-se-ão num improvável par de heróis na guerra global contra o terrorismo.:Contracapa

## Temas
Daniel Silva relata a queda do regime de Kadafi na Líbia, país onde situa uma das bases do terrível chefe terrorista Saladino::123
"Rapidamente se torna evidente que Moamad Kadafi, o tirânico dirigente da Líbia, não seguiria o exemplo dos seus similares de Tunes e Cairo, e que desapareceria no noite árabe. Ele tinha governado a Líbia com mão de ferro ao longo de mais de quatro décadas, roubando os proveitos do seu petróleo e assassinando os seus oponentes, por vezes unicamente para seu próprio entretenimento. Um homem do deserto, sabia o destino que o esperava se fosse derrubado. E assim mergulhou o seu país numa verdadeira guerra civil. Temendo um banho de sangue, o Ocidente interveio militarmente, tendo a França como líder. Em outubro [2011] Kadafi estava morto e a Líbia libertada.
E o que fizemos a seguir? Inundámos a Líbia com dinheiro e outras formas de assistência? Demos-lhe a mão enquanto tentava fazer a transição de uma sociedade tribal para uma democracia de estilo ocidental? Não, ...não fizemos nada disso. De facto, não fizemos quase nada. E o que aconteceu em resultado da nossa inanição? A Líbia tornou-se também um outro estado falhado, e o ISIS foi ocupar o vazio".
Daniel Silva volta a referir a situação na Líbia na "Nota do Autor" enquadrando o enredo do livro no envolvimento da estrutura do ISIS no contrabando de haxixe no norte de África e na utilização de portos líbios para o envio de grandes quantidades de droga por barco para o outro lado do Mediterrâneo. Daniel Silva cita autoridades italianas como estimando que a quantidade de tráfico de haxixe de Marrocos para a Europa em 400 toneladas por ano, com um valor de venda a preços de rua de 4 mil milhões de dólares.:558
Daniel Silva também expõe como e porquê os serviços de informações usam indivíduos que se dispõem a trair o seu país, ou as organizações a que pertencem::303:304
"Há muitas razões pelas quais um indivíduo concorde em trabalhar para um serviço de informações, poucas delas admiráveis. Alguns fazem-no por avareza, alguns por amor ou convicção política. E alguns fazem-no porque estão aborrecidos, ou desagradados, ou vingativos por terem sido ultrapassados numa promoção, enquanto colegas que em geral consideram inferiores são puxados na escada do sucesso. Com alguma lisonja e um saco de dinheiro, estas almas desprezíveis podem ser convencidas a desvendar os segredos que passam pelas seus mãos, ou pelas redes de computadores que eles são contratados para proteger.
...Habitualmente [o profissional dos serviços de informações] chega trazendo presentes, mas por vezes acha que é necessário empregar métodos menos delicados. Consequentemente, o profissional está constantemente à procura de faltas ou fraquezas - um caso extra-conjugal, uma predilecção por pornografia, uma indiscrição financeira. Estas são as chaves mestras da actividade. Abrem qualquer porta."